# Motori Minarelli
La Motori Minarelli è una casa motociclistica italiana, fondata nel 1956 da Vittorio Minarelli a Bologna.

## Storia

### Origini

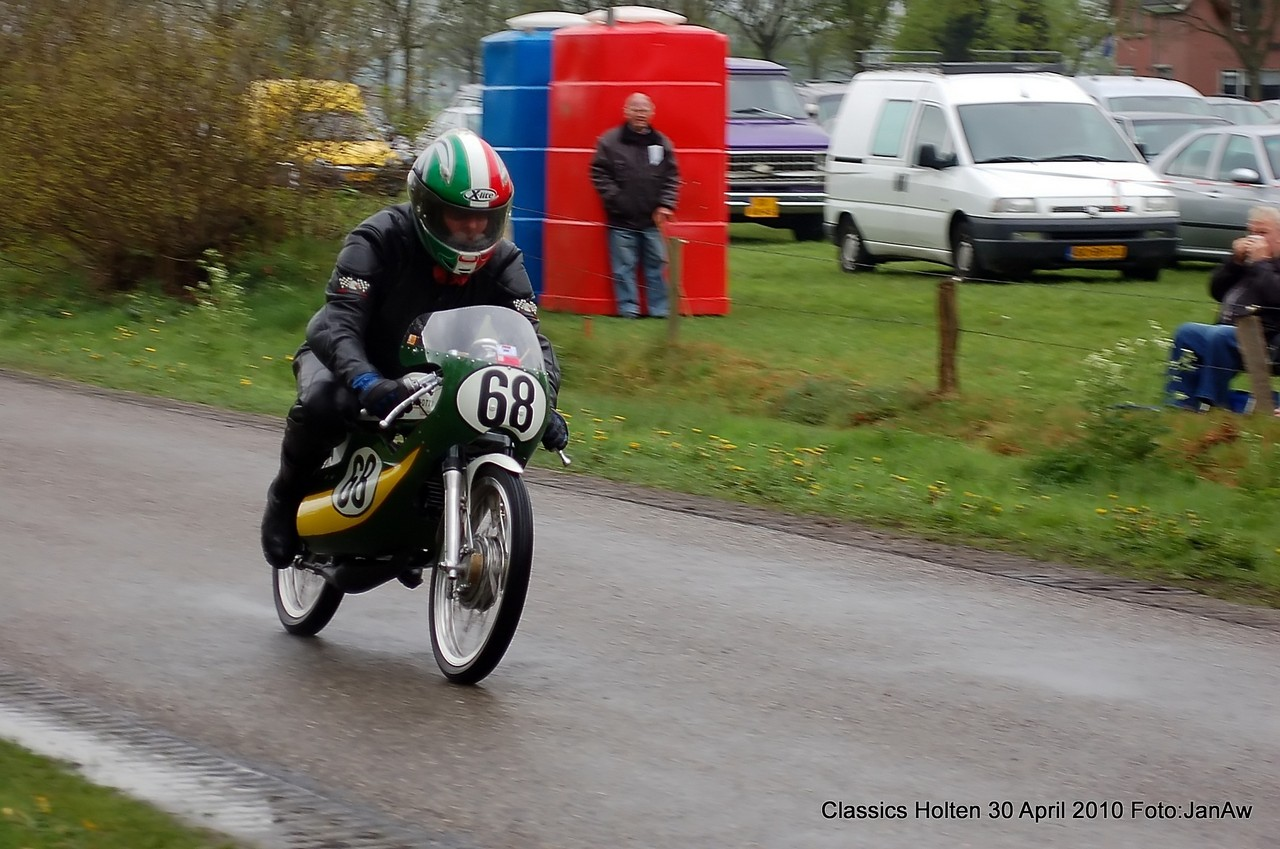
Minarelli 50 GP del '72

La Motori Minarelli nasce dalla "FBM", con la nuova denominazione F.B. Minarelli, acronimo di Fabbrica Bolognese Minarelli.
Già nelle sue ultime fasi produttive la FBM aveva abbandonato la realizzazione di motocicli per dedicarsi principalmente alla costruzione di propulsori di piccola cilindrata, destinati ad equipaggiare i ciclomotori assemblati da numerose piccole case costruttrici.
L'ultima realizzazione del congiunti ingegni tecnici di Vittorio Minarelli e Franco Morini era stata il "Pettirosso", un propulsore 2T con cambio a due rapporti, che rappresentò subito il pezzo maggiormente richiesto della neonata casa bolognese, subito affiancato dalla versione a 3 rapporti.
Con una ventina di dipendenti ed una superficie coperta di 2.000 m², la F.B. Minarelli riusciva a sfornare, nella seconda metà degli anni cinquanta, quasi 20.000 motori all'anno, sia per uso stradale che agricolo, esportati in molti Paesi europei e sudamericani.

### La nuova fabbrica

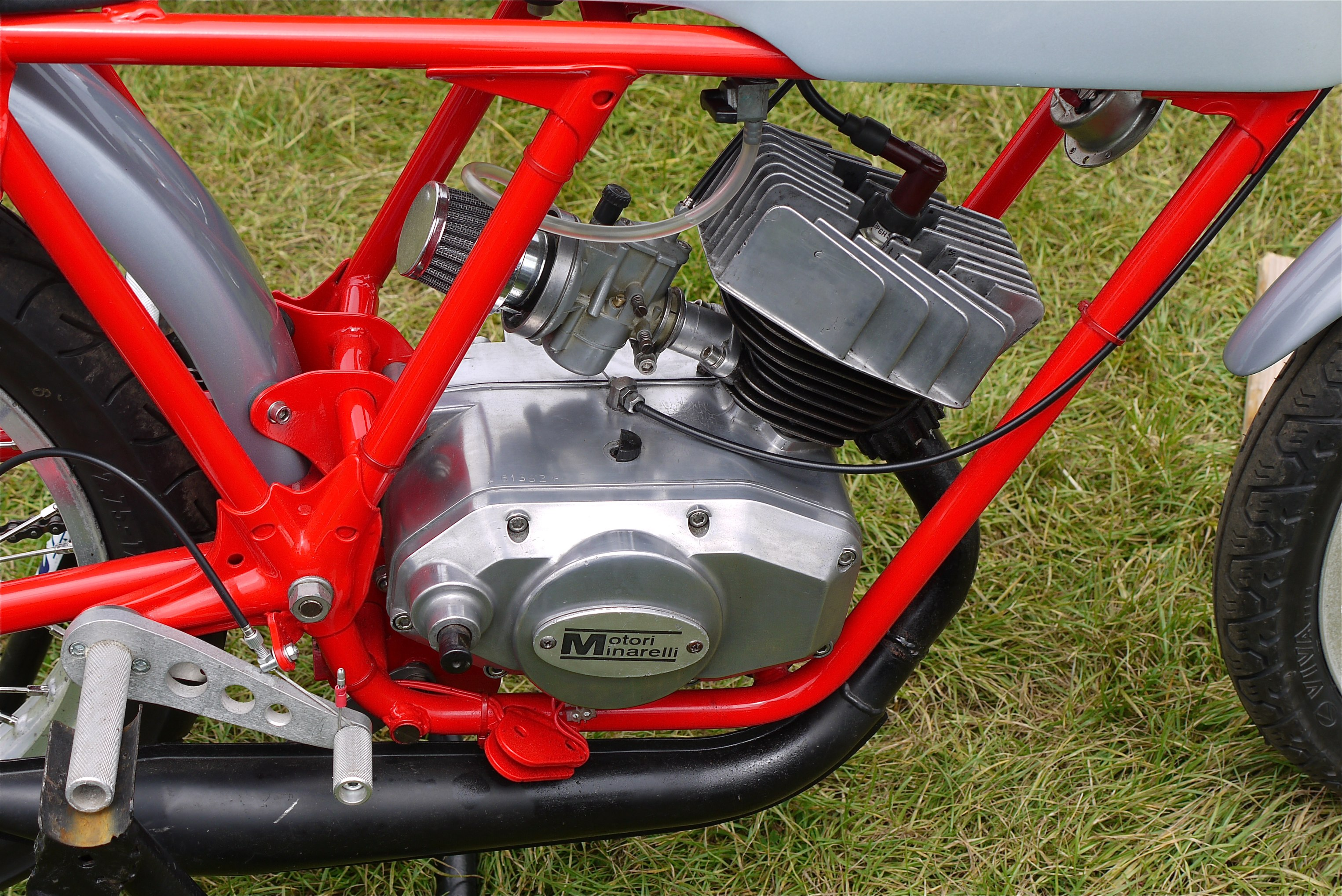
Un propulsore Minarelli P6 "carter quadri" da 50 cm³ e 6 velocità, del 1975

La richiesta, però, era ben superiore alle potenzialità produttive e, nel 1967, l'azienda si trasferì nel nuovo stabilimento a Lippo, frazione di Calderara di Reno, cambiando anche la ragione sociale in Motori Minarelli.
Nella nuova struttura, dotata di attrezzature tecniche più moderne e di maggiori spazi, la produzione aumentò vertiginosamente e, negli anni settanta, mantenne la media annua di 200.000 motori per uso stradale e 50.000 motori per uso agricolo.
A quel fastoso decennio appartengono anche le migliori affermazioni sportive della casa bolognese che conquistò 18 record mondiali di velocità nelle classi da 50 a 175 cc, oltre a due titoli iridati piloti e quattro titoli costruttori nelle stagioni 1978, 1979, 1980 e 1981 del motomondiale, nella classe 125.

### La Yamaha
Dopo la morte del fondatore le redini aziendali vennero prese dal figlio Giorgio che, nei primi anni novanta, siglò un accordo di joint-venture con la casa giapponese Yamaha, per la produzione di motori a quattro tempi e propulsori con variatore automatico, adatti agli scooter, dei quali la Minarelli divenne il maggior costruttore mondiale. La produzione media, nella prima metà del decennio, raggiunse le 450.000 unità annue.
Nel novembre 2001 il gruppo Yamaha acquisì il pieno controllo aziendale e l'11 aprile 2008, dopo oltre mezzo secolo di attività ininterrotta, dalle catene di montaggio della Motori Minarelli è uscito il decimilionesimo propulsore.

### Gruppo Fantic Motor
Nel 2020 la Fantic Motor acquista il 100% delle quote azionarie dalla Yamaha.
Con la proprietà Fantic alla produzione motoristica si affianca anche la produzione di ciclomotori e scooter con i modelli Issimo e Issimo City. Nel giugno 2023 Yamaha Motor Europe commissiona a Minarelli la produzione di 10 mila e-bike Yamaha Booster, derivate dai modelli Fantic Issimo.